# 戈伊科·皮耶特洛维奇
戈伊科·皮耶特洛维奇（1983年8月7日—）生于诺维萨德，是一名塞尔维亚男子水球运动员，场上位置为守门员。他的弟弟杜什科同样也是一名水球运动员，两人多次一同随国家队参加国际比赛。戈伊科于1992年开始练习水球，当时他的父亲听从邻居的建议让他和弟弟杜什科练习这项运动。戈伊科曾于2014年欧洲锦标赛上被评为最佳守门员。